# Хэглелгэм, Джон
Джон Ричард Хэглелгэм (англ. John Richard Haglelgam; 10 августа 1949, Эаурипик, Яп, Федеративные Штаты Микронезии — 12 сентября 2024, Гонолулу) — политический деятель Федеративных Штатов Микронезии, второй президент Федеративных Штатов Микронезии (1987—1991).

## Биография
Родился на атолле Эаурипик штата Яп. Начальную школу окончил на родном острове, среднюю (обучаясь там в 1964—1967 годах) — на атолле Улити, после окончания которой сумел получить стипендию для продолжения обучения в США. Окончив американскую высшую (англ. high school) школу в Бивертоне в 1969 году, Хэглелгэм поступил в Гавайский университет, окончив его в 1973 году со степенью бакалавра политических наук. После этого он поступил в школу права Вилламетского университета в Салеме, но проучился там лишь год, вернувшись домой в 1974 году, чтобы баллотироваться в состав Палаты представителей парламента ФШМ от штата Яп, и был избран.
После завершения срока работы в парламенте Хэглелгэм решил продолжить получение образования и вновь поступил в Гавайский университет, но уже в магистратуру, получив в 1977 году степень магистра политических наук. Ещё до завершения им образования он был вторично избран в состав Палаты представителей. В 1981 году занял пост вице-президента Конституционного конвента штата Яп.
На пост президента ФШМ Джон Хэглелгэм был избран 11 мая 1987 года (инаугурация состоялась 15 мая) и исполнял свои обязанности в течение четырёх лет. В 1991 году он вновь баллотировался на пост президента, но проиграл выборы Бэйли Олтеру. После неудачной попытки переизбрания он вновь решил вернуться к получению образования, поступив в Гарвардскую школу Кеннеди и окончив её в 1993 году с дипломом магистра в области государственного управления.
После этого он продолжил свою карьеру в качестве профессора в колледже Федеративных Штатов Микронезии, преподавал политологию и несколько курсов по истории. В 1995 году преподавал в университете Гуама в качестве приглашённого профессора, в 1997 году три месяца работал старшим научным сотрудником в Австралийском национальном университете, а также возвращался к политике — в ноябре 2001 года занимал пост президента третьего Конституционного конвента ФШМ.

## Личная жизнь и смерть
Был женат, имел троих детей (двух сыновей и дочь).
Умер 12 сентября 2024 года в Гонолулу, Гавайи.